# Dipartimento di Saladas
Saladas è un dipartimento argentino, situato nella parte occidentale della provincia di Corrientes, con capoluogo Saladas.
Esso confina con i dipartimenti di Empedrado, Mburucuyá, Concepción, San Roque e Bella Vista.
Secondo il censimento del 2001, su un territorio di 1.981 km², la popolazione ammontava a 21.470 abitanti, con un aumento demografico dell'8,73% rispetto al censimento del 1991.
Il dipartimento comprende 2 comuni: Saladas e San Lorenzo.